# Myra (Fantasy)
Myra ist der Name einer fiktiven Fantasy-Welt, die als Hintergrund für Pen-&-Paper-Rollenspiele wie Advanced Dungeons & Dragons, Das Schwarze Auge oder Midgard sowie für Geschichten und professionelle Romane dient.
Das nichtkommerzielle Projekt MYRA hat seit 1982 zum Ziel, eine eigene Welt der Fantasy namens „Myra“ mit beliebig vielen Menschen und ohne Zeitbegrenzung  in allen Aspekten zu entwickeln, zu simulieren und zu beschreiben.
Die Simulation der Zeitgeschichte Myras entwickelt sich  durch die Geschehnisse des Postrollenspiels Welt der Waben. Des Weiteren haben einzelne Rollenspielabenteuer in Myra, das Brettspiel „Wabenwelt“, Kultur-Geschichtenprojekte, gelegentliche Rollengespräche im Chat sowie Treffen, die für diplomatische Verhandlungen zwischen den Spielern genutzt werden, Einfluss auf die Entwicklung der Welt.
Alle fünf Jahre gibt es für viele Tausend Besucher eine ganze Veranstaltungswoche, die „Tübinger MYRA-Tage“ mit Vorträgen, Spielfilmen, Lesungen und mehr rund um Märchen, Mittelalter und Fantasy. Zur Förderung dieses Projektes wurde der gemeinnützige Verein der Freunde Myras e.V (VFMeV) gegründet.
In der Wabenwelt Myra übernehmen Spieler einzelne Personen, Städte oder sogar ganze Völker und Reiche, beschreiben deren Kultur, verwalten Heere und andere Einheiten, deren Bewegungen und Aktionen sie dem Spielleiter per Brief – heute in der Regel elektronisch – mitteilen. Ortsangaben erfolgen über ein Sechseck-System, woraus der Name „Welt der Waben“ entstanden ist.
Die Spielleiter werten dann ihre jeweiligen Regionen, für die sie verantwortlich sind, aus und teilen den Spielern Ereignisse und Sichtungen mit. Außerdem erstellen sowohl Spielleiter als auch Spieler Kulturbeschreibungen (Geschichten), in denen die Ereignisse einer Spielrunde verschriftlicht und in so genannten Segments- und Weltboten veröffentlicht werden.
Über 1000 Menschen haben sich in fast 40 Jahren aktiv gestaltend an der Entwicklung Myras beteiligt, darunter auch spätere Buch-Autoren wie Kai Meyer, Verena Themsen, Klaus N. Frick und vor allem Christel Scheja. Vor der Zeit, in der jeder Zugang zum Internet hatte, wurde dies umgesetzt über ein Netz von Mailboxen, neben MAUS und FidoNet auch über VNet und weitere Netze sowie über Briefe.
Ein Teil der Hintergründe der Welt Myra basiert auf der Romanserie Mythor, wobei in den Jahren seit Beginn weit über 20.000 Seiten gedrucktes Material zusammengekommen sind. Kulturbeschreibungen und Kurzgeschichten werden von den Beteiligten, die vor allem aus dem deutschsprachigen Raum kommen, erstellt und geschrieben. Bis 2021 sind dabei 29 Kulturtaschenbücher mit Geschichten und Länderbeschreibungen erschienen sowie bisher zwei Bände der Enzyklopädie (A) und (B-D) im PeliCorn-Verlag.
Myra selbst ist ein Planet mit Meeren und Kontinenten, dessen Ähnlichkeit mit der realen Welt sich allerdings im Großen und Ganzen darauf beschränkt, dass es warme Zonen am Äquator und eisige Zonen an den Polen gibt. Die Welt Myra ist dabei in so genannte Segmente unterteilt, denen die Segmentshüter (Spielleiter) vorstehen.
Bewohnt wird Myra von den verschiedensten Völkern, von denen nicht alle menschlichen Ursprungs sind. Deren Natur, Kultur und Besonderheiten werden von den jeweiligen Spielern entwickelt. Es gibt Diplomatie, Handel und Magie, hin und wieder werden auch Schlachten ausgetragen. Im Gegensatz zu anderen Fantasy-Spielen steht das Militärische aber nicht im Vordergrund.

## Myra-Segmente
Die Welt Myra teilt sich auf in mehrere Segmente, vergleichbar wohl mit den irdischen Kontinenten mit umliegenden Meeren. Der Machairas (Norden) Myras besteht aus den Segmenten Corigani, Cyrianor, Erendyra, Gwynddor, Karcanon, Karnikon, Kiombael, Nykerien, Rodebran, Yhllgord, Ysatinga und Zhaketia.
Die meisten dieser Segmente sind oder wurden schon mal bespielt. Einem bespielten Segment steht ein Segmentshüter vor, der als Wahrer des Segmentes über selbiges wacht. Zusätzlich zu den genannten Segmenten gibt es im Ophis (Süden) noch die Ophiswelt, auch Hexenwelt genannt, und die Innenwelt Shanatan.